# Renault UE Chenillette
Renault UE Chenillette là một xe vận tải - kéo pháo bọc thép được chế tạo và sử dụng ở Pháp từ khoảng năm 1932 tới năm 1940. Một số phiên bản được lắp vũ khí, trở thành một xe tăng siêu nhẹ.

## Phiên bản gốc

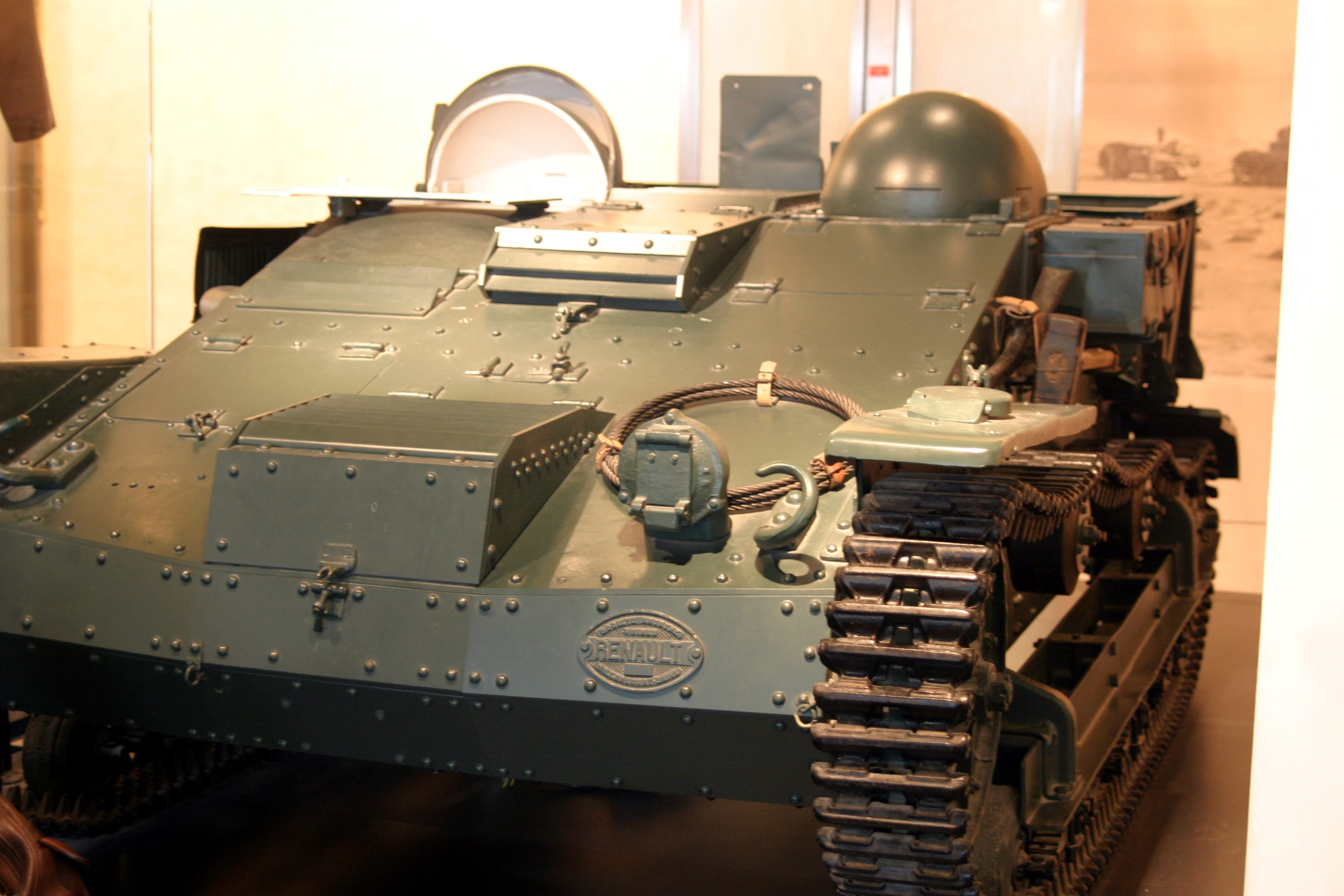
Một chiếc Renault UE Chenillette de ravitaillement d'Infanterie Modèle Năm 1931 R trong bảo tàng Musée de I'Armée ở Paris.

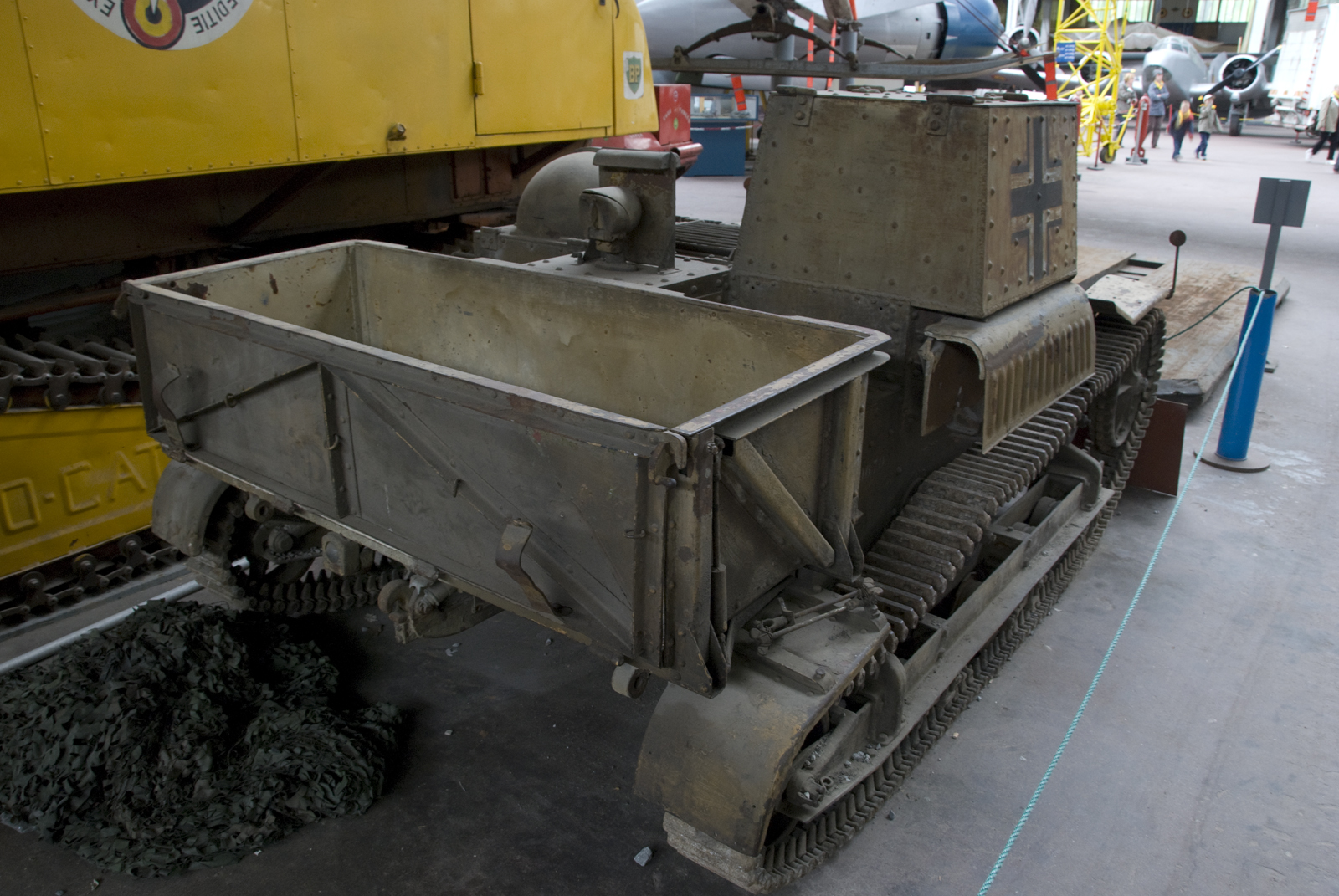
Thùng chứa hàng

Các xe Renault UE Chenillette là các thiết giáp rất nhỏ. 
Phiên bản gốc không được lắp vũ khí, giáp chỉ dày 9mm.
Chúng có một thùng chứa đồ đằng sau xe (kích thước 140x60x36 cm3), có thể chở 350 kg hàng hóa. Ngoài ra móc kéo của xe có thể kéo theo rơ-moóc (kích thước 145x110x35 cm3) chứa thêm khoảng 600 kg hàng nữa (bản thân rơ-moóc nặng 775 kg).

## Trang bị vũ khí choRenault Chenillettes

### Phiên bản của Pháp
Ngày 27-11-1931, các kỹ sư Pháp đã thay đổi thiết kế để gắn vũ khí lên xe.
Chỗ ngồi bên phía chỉ huy xe được tháo bỏ nắp cabin, gắn mới vào đó một tháp súng hình chữ nhật (gắn cứng vào khung xe, không quay được) với súng máy quay ra đằng trước. Tuy nhiên nó quá chậm trong hành quân nên bị quân đội từ chối.
Ngày 31-5-1940, một mẫu thử gắn súng chống tăng 25mm Hotchkiss được đưa ra. Nhưng không chiếc nào được sản xuất, dù quân đội hy vọng có 150 chiếc.
Trong những năm 1943-1944, một số đã được lắp pháo 6 pdr.

### Phiên bản phát triển mang vũ khíRenault UE2của Đức

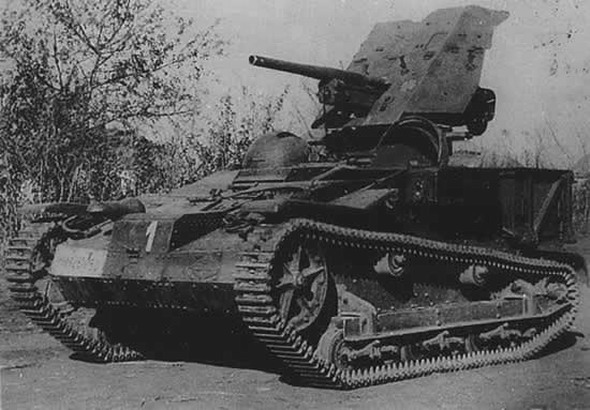
Phiên bản Selbstfahrlafette für 3.7 cm Pak36 auf Renault UE(f) của quân đội Đức.

Là phiên bản của Đức khi họ thắng Pháp, chiếm được rất nhiều vũ khí của Pháp.
Người Đức lắp lên đây pháo chống tăng 3,7 cm Pak 36, tạo thành xe tăng siêu nhẹ Selbstfahrlafette für 3.7 cm Pak36 auf Renault UE(f).
Một số chiếc khác chỉ được lắp súng máy 7,5mm.
Có khoảng 700 chiếc được tái vũ trang như vậy năm 1941.

### Phiên bản lắp vũ khí củaRomania
Năm 1937, Romania mua về 10 chiếc Renault UE, dùng nó để thiết kế loại thiết giáp chở hàng (xe kéo) Şeniletă Malaxa Tip UE của họ (khoảng 126 chiếc được sản xuất trong số 300 chiếc đặt hàng).
Năm 1941, quân đội Romania đã lắp pháo 47mm Schneider Modèle 1936 lên phía sau xe (bỏ thùng hàng).
Tới 1944, quân đội Romania cùng với Đức đã lắp pháo 50mm L/60 lên xe, thay cho pháo 47mm cũ.

## Các quốc gia sử dụng
- Pháp /  Pháp Vinchy.
- Rumania.
- Đức (các xe chiếm được từ Pháp).
- Italy[3].
- Ba Lan[4].
- Thái Lan.
- Trung Hoa Dân Quốc (đặt hàng từ Pháp, phiên bản có vũ khí).